# Кросби, Кэти Ли
Кэти Ли Кросби (англ. Cathy Lee Crosby , род. 2 декабря 1946) — американская актриса и телеведущая.

## Жизнь и карьера
Кэти Ли Кросби родилась и выросла в Лос-Анджелесе, штат Калифорния в семье диктора Лу Кросби и актрисы Линды Хейс. В пятилетнем возрасте она начала выступать в шоу своего отца, а после стала профессиональным игроком в теннис, парашютистом, виндсерфером, и пловцом. Благодаря этому в 1974 году она сыграла заглавную роль в телефильме «Чудо-женщина», который планировался в качестве будущего телесериала, но был подвергнут критике и в последующем сериале Кросби была заменена Линдой Картер.
Кросби наиболее известна как ведущая телешоу «Это невероятно!», которое выходило с 1980 по 1984 год. Также она снялась в нескольких фильмах, самые известные из которых «Смеющийся полицейский» (1973), «Во тьме» (1979), «Последний фильм ужасов» (1982) и «В огне» (2001). На телевидении она также снялась в третьей части мини-сериала «Север и Юг» и была гостем в таких сериалах как «Доктор Маркус Уэлби», «Лодка любви», «Отель» и «Прикосновение ангела».